# Dieter Schwanda
Dieter Schwanda (* 1949 in Frankfurt-Bornheim) ist ein deutscher Schauspieler. Bekannt wurde er vor allem durch seine Rolle des Lehrjungen Rudi Krausgrill in 26 Folgen der Fernsehserie Die Firma Hesselbach.

## Leben
Als Kind sprach er Rollen in Kinderhörspielen und sang im hr-Kinderchor. Nach einem Auftritt 1958 in einer Fernsehverfilmung des Datterich begann er 1960 als Lehrbub Rudi Krausgrill in der Fernsehserie um die Firma und die Familie Hesselbach zu agieren. Diese Rolle entsprach seiner eigenen Berufserfahrung, denn Schwanda machte eine Lehre als kaufmännischer Angestellter bei der Firma Lurgi in Bornheim. Nachdem er in 26 Folgen von Die Hesselbachs aufgetreten war, spielte er noch an der Landesbühne Rhein-Main in mehreren Dialektstücken. Nach einem Autounfall Ende der 1960er Jahre gab er die Schauspielerei auf, lernte Chemielaborant und arbeitete bis zu seiner Pensionierung bei Lurgi.

## Filmografie
Alle als Schauspieler in der Serie Die Firma Hesselbach:
- Das Dokument – 1960
- Das Techtelmechtel – 1960
- Der Kriminalfall – 1960
- Die Spezialistin – 1960
- Der große Kunde – 1960
- Sabotage – 1960
- Der schwarze Freitag – 1960
- Das Gerücht vom Dienst – 1960
- Die Gehaltserhöhung – 1960
- Der Betriebsausflug – 1960
- Ein Minister kommt – 1960
- Ein gewisses Gewissen – 1960
- Der Anbau – 1961
- Mehr Frauen in die Politik!? – 1961
- Das Tüchelchen – 1961
- Der Familienbetrieb – 1961
- Das Sparschwein – 1961
- Das Gewitter – 1961
- Geheimsache – 1961
- Das Drecksrändchen – 1961
- Das Zimmer – 1961
- Allergia maritalis – 1962
- Die Hochzeit – 1962
- Die Erpressung – 1963
- Die Rücksichten – 1963
- Wertsachen – 1963

Laut Frankfurter Rundschau soll er an der Seite O. W. Fischers in der Komödie Mit Himbeergeist geht alles besser im Jahre 1960 mitgewirkt haben.

## Hörspiele
- 1962: Leben und Taten des scharfsinnigen Edlen Don Quijote von La Mancha – Regie: Ulrich Lauterbach
- 1962: Die Schlacht bei Petritsch fand nicht statt – Regie: Julius Filip